# Carex tompkinsii
Carex tompkinsii là một loài thực vật có hoa trong họ Cói. Loài này được J.T.Howell mô tả khoa học đầu tiên năm 1961.